# Salayea District
Salayea District är ett distrikt i Liberia.   Det ligger i regionen Lofa County, i den centrala delen av landet, 190 km nordost om huvudstaden Monrovia.